# Tympanogaster plana
Tympanogaster plana är en skalbaggsart som beskrevs av Perkins 2006. Tympanogaster plana ingår i släktet Tympanogaster och familjen vattenbrynsbaggar. Inga underarter finns listade i Catalogue of Life.